# Hugo Herman von Saltza
Hugo Herman von Saltza, född 6 augusti 1726, död 1 mars 1785, var en svensk militär och politiker.

## Biografi
Hugo Herman von Saltza var son till generalen och landshövdingen Jakob Ludvig von Saltza och hans hustru friherrinnan Anna Charlotta Kruuse af Verchou.
Efter att i många år tjänstgjort vid flottan, utnämndes han 1750 till löjtnant vid Älvsborgs regemente, varefter han som kapten och major deltog i pommerska kriget. Under detta kriget bevistade han stormningen av Swinemünde skans, anfallet på Anklam, affärerna vid Friedland och Neukalden.
Utnämnd till överstelöjtnant 1770, befordrades han efter Gustav III:s statskupp, i vilken han var en av de invigda, till överste i armén. Von Saltza blev 1773 överste för ett värvat regemente i Finland, von Saltzas regemente, men förflyttades redan samma år därifrån till chef för Jönköpings regemente, för att snabbt därefter istället bli chef för Garnisonsregementet i Göteborg.
År 1774 förordnades han till tillfällig landshövding i Hallands län. År 1776 utnämndes han till generalmajor och 1778 till lantmarskalk vid detta års riksdag. Samma år upphöjdes han till greve samt utsågs till en av kronprisens Gustav Adolfs faddrar vid dennes dop den 10 november 1778 och fick vid drottningens kyrktagning den 27 december 1778 mottaga Gustav III:s faddertecken.
von Saltza var sedan 1751 gift med sin kusin friherrinnan Beata Vilhelmina Kruuse af Verchou. Deras enda barn Gustafva avled fyra år gammal.